# Förmakspalmssläktet
Förmakspalmer eller kentiapalmer (Howea) är ett släkte av klassiska palmer från Oceanien. Ursprunget ligger på Lord Howeön. De är mycket tåliga och långlivade.